# Laura Glavan
Laura Glavan (Costanza, 4 febbraio 1990) è un'attrice romena naturalizzata italiana.

## Biografia
Nata a Costanza, in Romania, nel 1990. All'età di dieci anni si trasferisce in Italia, dove comincia la carriera d'attrice girando alcuni spot pubblicitari e cortometraggi, per poi recitare in serie come Questa è la mia terra - Vent'anni dopo, dove ricopre il ruolo di Ada Acciari, Anna e i cinque, dove interpreta Carolina Ferrari, e La narcotici, nel ruolo di Sara Piazza. Nel 2009 partecipa ad un episodio della settima stagione di Don Matteo, mentre il 15 settembre 2011 entra nel cast fisso dell'ottava stagione di Don Matteo nelle vesti della giovane madre Laura Belvedere, ruolo interpretato anche nelle due stagioni successive fino al 2016. Nel 2013 è in Tutta la musica del cuore e nella seconda stagione di Che Dio ci aiuti, dove interpreta la new entry Nina, ruolo interpretato anche nella stagione successiva, in onda nel 2014.
Contemporaneamente al suo lavoro televisivo, ha alcune parti al cinema: dopo una prima apparizione in Piazza giochi nel 2010, recita in 6 giorni sulla Terra nel 2011, con Massimo Poggio e Ludovico Fremont, nel ruolo di Saturnia, una ragazza posseduta da una razza aliena. Nel 2011 recita anche nel film L'isola dell'angelo caduto, opera prima di Carlo Lucarelli: nel film, presentato nel 2012 al Roma Film Festival nella sezione Prospettive Italia, impersona la serva tredicenne Martina, che lavora in casa del commissario De Luca, il protagonista del giallo-noir.
Nell'ottobre 2012 debutta a teatro con lo spettacolo Il topo nel cortile, diretto da Daniele Falleri.

## Filmografia

### Cinema
- Lo stato di natura, regia di Marco Mangiarotti – cortometraggio (2007)
- Piazza giochi, regia di Marco Costa (2010)
- 6 giorni sulla Terra, regia di Varo Venturi (2011)
- L'isola dell'angelo caduto, regia di Carlo Lucarelli (2011)
- Darkside Witches, regia di Gerard Diefenthal (2015)

### Televisione
- Questa è la mia terra - Vent'anni dopo – serie TV, 6 episodi (2008)
- Anna e i cinque – serie TV, 6 episodi (2008)
- ̝Provaci ancora prof! – serie TV, episodio 3x07 (2008)
- La narcotici – serie TV, 12 episodi (2011-2015)
- Don Matteo – serie TV, 77 episodi (2009, 2011-2016)[10]
- Il tredicesimo apostolo - Il prescelto – serie TV, episodio 1x02 (2012)
- Santa Barbara, regia di Carmine Elia – film TV (2012)
- Tutta la musica del cuore, regia di Ambrogio Lo Giudice – miniserie TV, 6 episodi (2013)
- Che Dio ci aiuti – serie TV, 36 episodi (2013-2014)

### Videoclip
- Etere - Ourmemories, regia di Giovanni Caloro (2008)

## Teatro
- Il topo nel cortile, regia di Daniele Falleri (2012)

## Premi e riconoscimenti
- Oscar dei Giovani (2010)